# 五線石斑魚
五線石斑魚（學名：Epinephelus quinquefasciatus），也称太平洋巨石斑鱼（Pacific goliath grouper），是一种大型的石斑鱼，為輻鰭魚綱鱸形目鱸亞目鮨科的其中一種，分布於東太平洋區，從加利福尼亞灣至秘魯海域，棲息深度20—50（66—164英尺），體長可達2.5（8英尺2英寸），生活在礁石區，為底棲性魚類，屬肉食性，生活習性不明。

## 擴展閱讀
維基物種上的相關：五線石斑魚